# Marquesado del Castillo de Jara
El Marquesado del Castillo de Jara es un título nobiliario español creado el 31 de diciembre de 1692 por el rey Carlos II a favor de Pedro de la Puente y Guevara, en honor a su hermano Juan de la Puente y Guevara, Deán de Toledo, Gobernador del Supremo Consejo de Castilla, hijos ambos de Juan de la Puente y de Septién y de Isabel de Perlines y Guevara.

## Marqueses del Castillo de Jara
|                                 | Titular                              | Periodo                |
| Creación por Carlos II          | Creación por Carlos II               | Creación por Carlos II |
| ------------------------------- | ------------------------------------ | ---------------------- |
| I                               | Pedro de la Puente y Guevara         | 1692- ?                |
| II                              | Francisca de la Puente y Avendaño    |                        |
| Rehabilitación por Alfonso XIII |                                      |                        |
| III                             | Manuel de Oruña y Reynoso            | 1916- ?                |
| IV                              | José Manuel de Oruña y Gómez-Jordana | 1981-                  |
| V                               | Mariana de Oruña y Gómez-Jordana     | 2004-2011              |
| VI                              | Fernando Melchor Oruña               | 2012-2016              |
| VII                             | Patricia Melchor Rivas               | 2017-                  |

## Historia de los Marqueses del Castillo de Jara
- Pedro de la Puente y Guevara, I marqués del Castillo de Jara.

- Francisca de la Puente y Avendaño, II marquesa del Castillo de Jara.

1. Casó con Gaspar de Legasa y Díaz-Recio. conde de Santiago.
2. Casó con Diego de Villatoro y Martínez de Nieva.
3. Casó con Fernando del Campo.

Rehabilitado en 1916 por:
- Manuel de Oruña y Reynoso (n. en 1889), III marqués del Castillo de Jara. Hijo de Laureano de Oruña y Ruiz de Loyzaga y de María Asunción Reynoso y Mateo.

1. Casó con Marcelina Aramburu y Zabala.
2. Casó con María Luisa Gómez-Jordana  y Prats, hija de Francisco Gómez-Jordana Sousa, I  conde de Jordana. Le sucedió su hijo:

- José Manuel de Oruña y Gómez-Jordana, IV marqués del Castillo de Jara.

1. Casó con María de los Ángeles González-Ramos. Sin descendientes. Le sucedió su hermana:

- Mariana de Oruña y Gómez-Jordana, V marquesa del Castillo de Jara, desde el 2004 a 2011 en que falleció.

1. Casó con Mariano José Melchor y de las Heras. Le sucede en 2016 el hijo de ambos:

- Fernando Melchor de Oruña (1958-2016), VI marqués del Castillo de Jara.

1. Casó con Cristina Rivas Gárate. Le sucede la hija de ambos:

- Patricia Melchor Rivas (2017), VII marquesa del Castillo de Jara. [2]